# Piallatrice
La piallatrice è una macchina utensile ad asportazione di truciolo utilizzata per realizzare ampie superfici piane o rigate (in legno o metallo) attraverso la riduzione dello spessore del pezzo lavorato.

## Storia

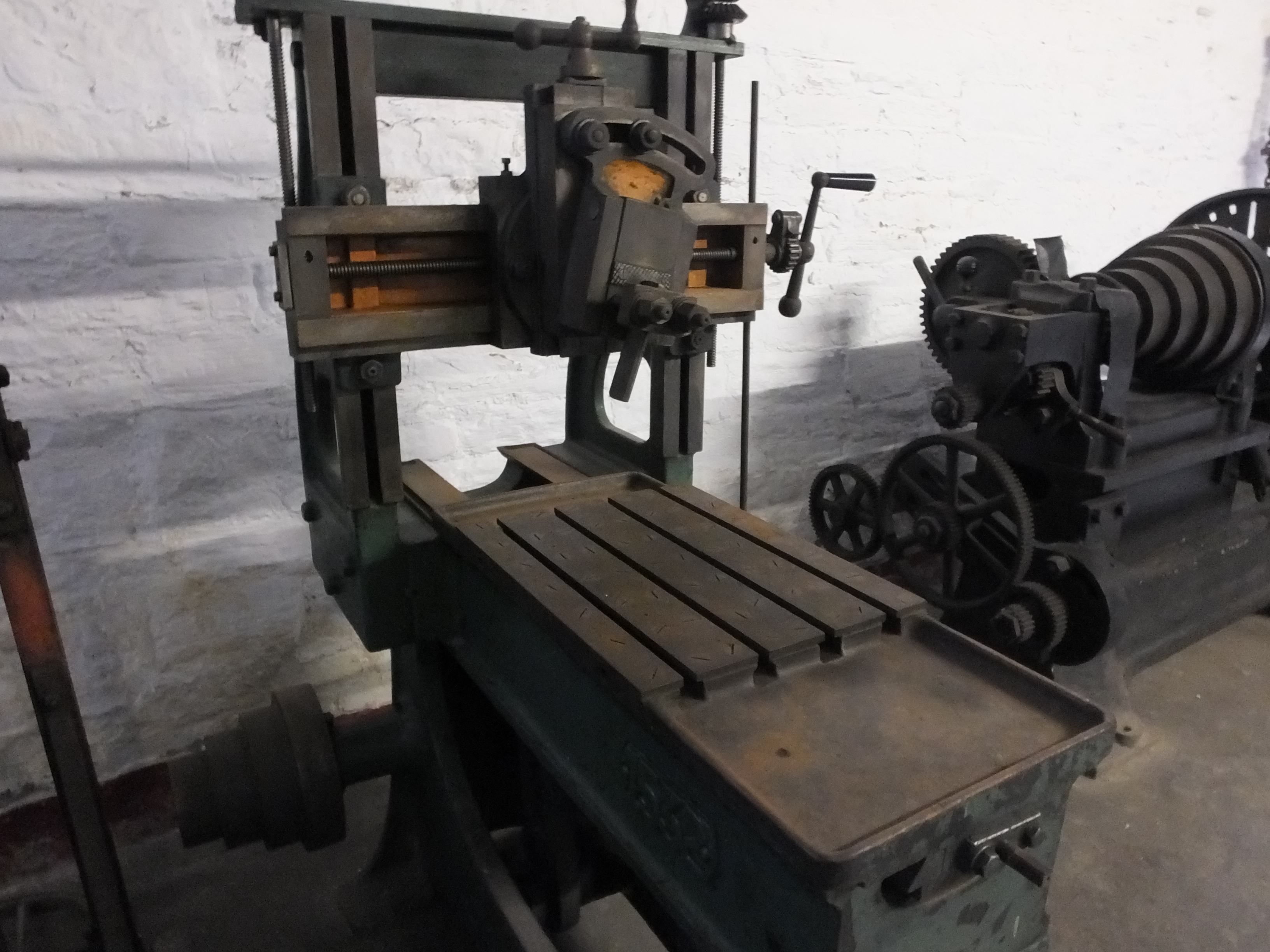
Piallatrice per metallo esposta al Leeds Industrial Museum at Armley Mills, vicino a Leeds

La piallatrice nasce nel contesto della Rivoluzione industriale, epoca di rapido sviluppo delle macchine utensili per la lavorazione di metalli e legno. Prima della sua invenzione, le superfici piane venivano realizzate manualmente mediante utensili come la pialla a mano, usata da falegnami e artigiani fin dall’antichità. La necessità di rendere questo processo più veloce, preciso e standardizzato portò allo sviluppo di versioni meccanizzate.
Nel campo della lavorazione dei metalli, la prima piallatrice meccanica documentata fu costruita attorno al 1814 dall'ingegnere britannico James Fox, di Derby. Fox progettò una macchina in grado di asportare sottili strati di metallo da superfici piane, grazie al movimento alternato di un carro mobile che traslava il pezzo sotto un utensile fisso. In parallelo, Henry Maudslay, considerato uno dei padri della meccanica utensile moderna, sviluppò meccanismi simili che contribuirono alla standardizzazione della produzione meccanica. La piallatrice divenne presto uno strumento essenziale nelle officine meccaniche, prima dell’avvento delle più versatili fresatrici.
Nel settore della lavorazione del legno, la piallatrice meccanica si sviluppò leggermente più tardi. Nel 1827, l'americano William Woodworth brevettò una macchina che univa un cilindro rotante con lame e un sistema di avanzamento automatico del pezzo. Questa macchina, nota come "Woodworth Planer", rivoluzionò l’industria del legno negli Stati Uniti, consentendo la produzione rapida e uniforme di tavole piallate. Il brevetto fu oggetto di controversie per decenni, ma la sua diffusione segnò l’inizio della produzione industriale su larga scala di elementi da costruzione in legno.
Durante tutto il XIX secolo e fino alla prima metà del XX, le piallatrici continuarono a evolversi in termini di precisione, dimensioni, tolleranze e potenza. Rimasero fondamentali tanto nelle officine meccaniche quanto nelle segherie industriali. Tuttavia, nella seconda metà del Novecento, l’avvento di macchine a controllo numerico e l’affermazione della fresatrice relegarono la piallatrice metallica a un ruolo marginale. Nel settore del legno, invece, la piallatrice si è mantenuta in uso, trasformandosi in macchine più compatte ed efficienti.

## Piallatrici per legno

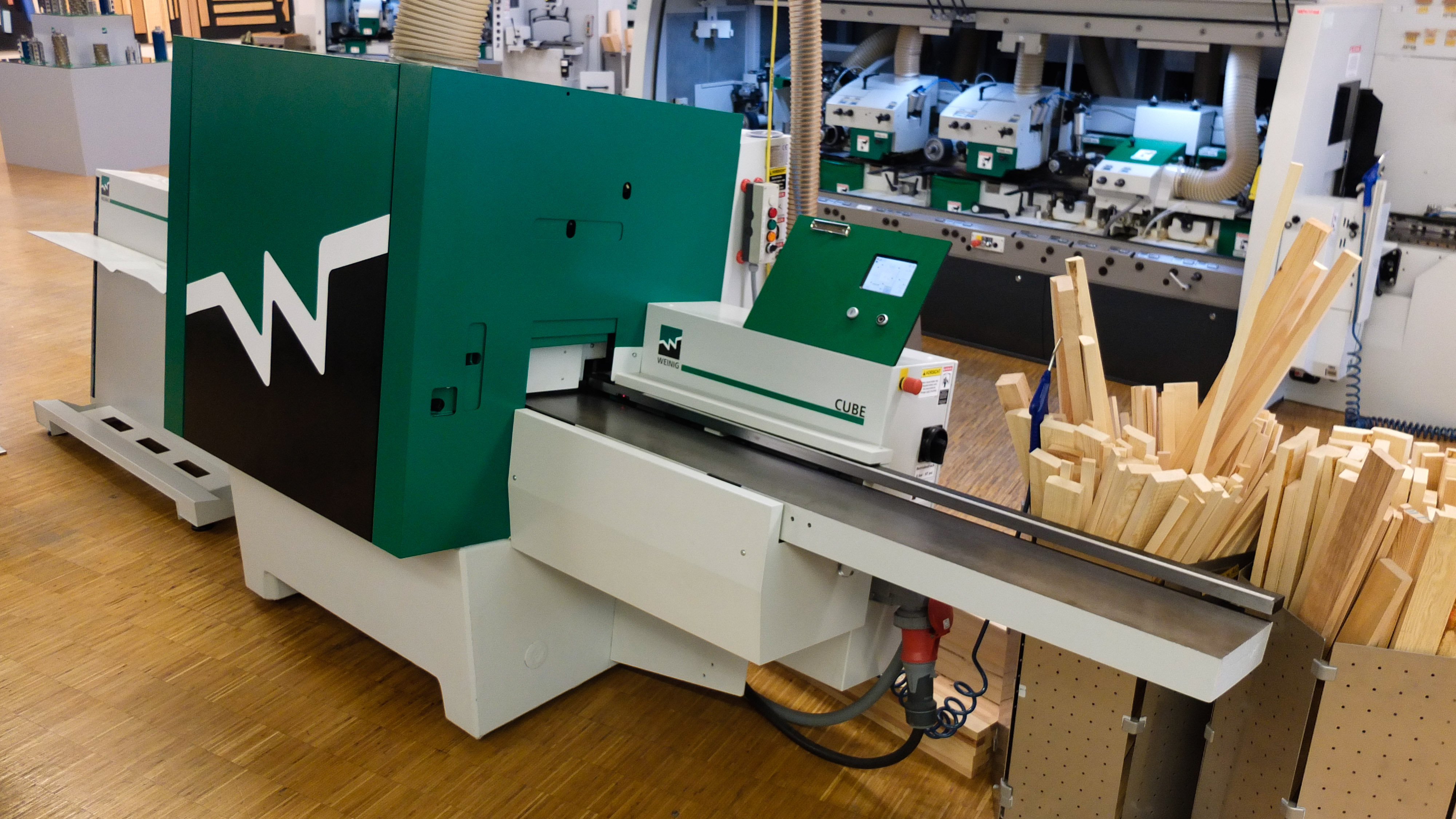
Esempio di una moderna piallatrice per legno

Nelle piallatrici per legno il taglio può essere impresso, a seconda del tipo di piallatrice, attraverso moto rettilineo oppure attraverso moto rotatorio. Le piallatrici per legno a moto rotatorio possono inoltre essere distinte in piallatrici ad asse orizzontale e piallatrici ad asse verticale.

## Piallatrici per metallo

Una piallatrice per metallo

La piallatrice per metallo è una macchina a portale, di grandi dimensioni, con due montanti, una traversa fissa ed una mobile, dotata di uno o più utensili monotaglienti (ugnetto o fresa) atti a spianare o sagomare con tolleranze molto ristrette (0,02 mm) superfici continue di pezzi aventi grandi dimensioni.
Il pezzo da lavorare viene fissato ad una tavola mobile, dotata di moto rettilineo alternativo e di grande corsa. La corsa di ritorno a vuoto generalmente è più rapida di quella di andata di lavoro, in modo da ridurre i tempi di lavorazione.
Il carrello portautensili è posizionato sulla traversa mobile, e comanda l'avanzamento dell'utensile. I carrelli sulla traversa possono essere più di uno, e ci possono essere dei carrelli anche sui montanti, per la lavorazione delle facce laterali.
L'asportazione di truciolo avviene attraverso moto di taglio traslatorio del pezzo e moto di alimentazione traslatorio dell'utensile. Il moto di lavoro, ottenuto dalla composizione del moto di taglio e del moto di alimentazione, è di tipo elicoidale.
La forma del truciolo dipende dal tipo di materiale lavorato e dall'utensile utilizzato. In generale materiali duttili (ad esempio acciaio) danno trucioli più lunghi e uniti, mentre materiali più fragili danno trucioli più sbriciolati.

## Applicazioni
Le piallatrici per legno a moto rettilineo sono utilizzate ad esempio per produrre fogli di impiallacciatura. Le piallatrici per legno a moto rotatorio possono essere utilizzate invece per lavori di sgrossatura o di finitura.
In alcuni casi ancora oggi vengono impiegate le piallatrici al posto dei moderni centri di lavoro (macchine a montante mobile - macchine a portale) dato il loro basso costo.